# Home Bias
Home Bias (deutsch „Voreingenommenheit für die Heimat“; „Heimatmarktneigung“, englisch Equity Home Bias Puzzle) ist der Anglizismus im Finanzwesen und in der Verhaltensökonomik, bei dem Anleger zu der Präferenz neigen, Finanzprodukte oder Finanzinstrumente von Emittenten aus dem Inland zu bevorzugen.   

## Allgemeines
Diese Anlagestrategie wird nicht nur von Privatanlegern, sondern auch oft von Fondsmanagern der Investmentfonds oder Pensionsfonds verfolgt. Der Home Bias ist nicht nur auf Finanzprodukte oder Finanzinstrumente beschränkt, sondern bei allen Vermögenswerten anzutreffen. Die dem Home Bias zugrunde liegende Rekognitionsheuristik (englisch recognition heuristic) besagt, dass bei der Auswahl zwischen mehreren Alternativen vorzugsweise die bekannte Alternative gewählt wird, wobei der Wiedererkennungseffekt als alleiniges Entscheidungskriterium verwendet wird. Letztlich ist der Home Bias eine selektive Wahrnehmung. Home Bias ist keine rationale Anlagestrategie, weil per se auf keinem Markt allein die Herkunft von Handelsobjekten das Produkt- oder Finanzrisiko beeinflusst. 

## Grundlagen
Ausgangspunkt sind die Portfoliotheorie, das Capital Asset Pricing Model und das Fama-French-Dreifaktorenmodell, die im Ergebnis davon ausgehen, dass eine optimale Portfolio Selection unabhängig von der Herkunft der Emittenten von Finanzprodukten oder Finanzinstrumenten zu erfolgen hat. Die Portfoliotheorie belegt, dass die Anlageallokation, also die Verteilung der Geldanlage auf verschiedene (miteinander nicht perfekt korrelierte) Anlageklassen, zu einer Erhöhung der erwarteten Rendite bei gleichem Risiko führen kann. Die Risiken des Heimatportfolios und des Weltmarktportfolios werden durch eine jeweilige sichere Zinsanlage im Heimatland ausgeglichen, wodurch das Risiko der Zusammensetzung gleichartig wird.
Der Effekt des „Home Bias“ wurde erstmals durch Kenneth French und James M. Poterba 1991 sowie Linda Tesar und Ingrid Werner 1995 beschrieben.

## Gründe
Als Gründe für den Home Bias werden im Wesentlichen drei Aspekte angeführt:
- Transaktionskosten: Eine Geldanlage im Ausland ist mit höheren Transaktionskosten verbunden. Ihre Vermeidung erhöht die Rendite der Geldanlage. Das gilt auch für die Doppelbesteuerung: Risiko bzw. zusätzlicher Aufwand durch ausländische Quellensteuern.
- Informationsdefizite: Während sich der Anleger über die Unternehmensdaten am Heimatmarkt relativ gut informieren kann und unter anderem deshalb glaubt, die Chancen und Risiken gut einschätzen zu können, fehlen ihm teilweise diese Informationen bei Anlagen auf ausländischen Märkten.
- Wechselkursrisiken: Da die Rendite des Anlegers neben der Rendite der Anlage selbst durch die Änderung des Wechselkurses bestimmt wird, erscheint eine Anlage im gleichen Währungsraum risikofreier.

Diese Risiken können nur im Falle des Wechselkursrisikos durch Sicherungsgeschäfte einer ganzen oder teilweisen Risikokompensation unterzogen werden.

## Anwendung
Der Home Bias ist auf Portfolios (wie Investmentfonds, Kreditportfolios, Pensionsfonds, Sicherungsvermögen oder Wertpapierdepots) anwendbar. Im Kern besteht der Home Bias in der Tendenz, dass Anleger bei ihrer Kaufentscheidung die Herkunft ihrer Kapitalanlagen mit einer stärkeren Gewichtung des Heimatmarkts versehen als es unter Risikodiversifikationsaspekten optimal erscheint.  Beispielsweise wird auf dem Aktienmarkt ein deutscher Anleger mithin DAX-Aktien anstatt Aktien des Nikkei 225 bevorzugen. Kreditgeber werden dazu neigen, ihre Kreditportfolien lediglich mit inländischen Kreditnehmern zu befüllen. Im Durchschnitt beträgt der Anteil inländischer Aktien am Gesamtbestand der Aktien innerhalb eines Wertpapierdepots 70 %. In Japan lag der Anteil gar bei 98 % und in Großbritannien bei 82 %.
Zwei rationale Kaufmotive für die Strategie des Home Bias sind einerseits das Wechselkursrisiko, das aus einer Anlage in Fremdwährung resultiert, zusätzlich zum Kursrisiko auftritt und damit das Finanzrisiko erhöht, und andererseits die möglicherweise höheren Transaktionskosten und Steuern bei ausländischen Finanzierungstiteln.
Wird von vollkommenen internationalen Kapitalmärkten im Marktgleichgewicht ausgegangen, dann lässt sich der Home Bias über die Differenz zwischen dem Anteil inländischer (riskanter) Wertpapiere und dem Anteil einheimischer Finanzierungstitel an der Marktkapitalisierung aller Titel (Weltmarktportfolio) messen.

## Immobilien
Auf dem Immobilienmarkt gilt die selbst bewohnte Immobilie als Home Bias, weil sie im Regelfall den größten Anteil am Privatvermögen bei Privatanlegern aufweist. Bei nicht selbst genutzten Immobilien (Wohn- oder Gewerbeimmobilien) kann es von Vorteil sein, wenn sie vom Privatanleger in der Nähe seines Wohnsitzes erworben werden. Bei Schrottimmobilien hat sich oft herausgestellt, dass sich die Erwerber wegen räumlicher Entfernung keinen optischen Eindruck der Objekte verschaffen konnten und ihre Kaufentscheidung lediglich aus Verkaufsprospekten abgeleitet hatten. Außerdem besteht bei ausländischen Immobilien ein Wechselkursrisiko, wenn die Mieterträge ins Inland transferiert werden oder schlimmstenfalls ein Transferstopprisiko bei vorhandenen oder künftigen Kapitalverkehrskontrollen auftritt. Ein Internetbetrug bei ausländischen Immobilien liegt vor, wenn diese nicht existieren und zum Kauf angeboten werden. Das Kaufrisiko steigt auch mit zunehmender Entfernung zwischen Kaufobjekt und Käufer.

## Wirtschaftliche Aspekte
Die einseitige oder überwiegende Auswahl heimischer Finanzierungstitel wirkt der notwendigen Risikodiversifizierung eines Portfolios entgegen. Die Portfolio Selection darf sich nicht an der Herkunft der Titel orientieren, sondern muss Wertpapiere auswählen, die ein optimales Risiko-Ertrags-Verhältnis aufweisen. Die Anlagestrategie des Home Bias ist einer internationalen Anlagestrategie unterlegen. Obwohl die internationale Risikodiversifikation der rein national orientierten Diversifikation überlegen ist, beweist der weit verbreitete Home Bias, dass ein Großteil der Anleger (noch) nicht bereit ist, international zu diversifizieren.
Auch politische Schlagworte wie „buy American“ (siehe Buy American Act) oder „buy British“ fordern die Verbraucher oder den Staat zum Home Bias auf. Home Bias kann deshalb nicht nur auf den Finanzmarkt oder Immobilienmarkt beschränkt werden.